# Robert Gossett
Robert Gossett (Nova Iorque, 3 de março de 1954) é um ator americano de televisão, teatro e cinema. Participou de várias peças, filmes e séries como Crossing Jordan, NYPD Blue, Dark Angel. Atualmente está na série The Closer da TNT como Comandante Taylor.
Gossett é o primo do premiado ator Louis Gossett Jr. Ele é casado com a diretora de teatro Michele Gossett.